# Бананов еквивалент
Бананов еквивалент е понятие, използвано от привържениците на ядрената енергетика  за характеризиране на активността на радиоактивен източник чрез сравняването му с активността на калий-40 (40K), съдържащ се, заедно с други калиеви изотопи, в обикновения банан. Нарича се още бананова еквивалентна доза (БЕД, BED).
Много природни хранителни продукти са радиоактивни поради съдържащия се в тях калий-40. В един грам природен калий стават средно 32 разпада на калий-40 за секунда (32 бекерела, или 865 пикокюри).
Банановият еквивалент се определя като активността на веществото, постъпващо в организма, при изяждане на един банан. Изтичането на радиоактивни материали при атомните електроцентрали често се измерва в много малки единици от рода на пикокюри (една трилионна част от кюри). Сравнението на тази активност с активността на радиоизотопите, съдържащи се в един банан, позволява интуитивно да се оцени степента на радиоактивна опасност при такива утечки. Вследствие обаче на различните коефициенти за относителна биологична ефективност на излъчването на радиоактивните изотопи, такова сравнение е непригодно за оценка на действителното ниво на риска.
Средният банан съдържа около 0,42 g калий . Радиоизотопите, съдържащи се в бананите, имат активност от 3520 пикокюри на килограм тегло (130 Bq/kg) или примерно 520 пикокюри (19 Bq) в 150-грамов банан . Еквивалентна доза от 365 банана (по един банан на ден в течение на година) възлиза на 36 микросиверта (около 0,1 μSv в един банан).
Радиоактивността на бананите неведнъж е предизвиквала лъжливи задействания на детекторите за йонизираща радиация, използвани за предотвратяване на незаконен внос на радиоактивни материали в САЩ .

## Природна радиоактивност на храната
Всички натурални продукти съдържат неголямо количество радиоактивни изотопи. Средно всеки човек чрез храната получава доза радиация около 0,40 милисиверта годишно, което е над 10 % от сумарната годишна доза .
Някои продукти имат природно ниво на радиацията, което е над средното. Сред тях са картофите, бобовите, орехите и слънчогледовите семки . Сравнително високо ниво се наблюдава при бразилския орех (заради повишеното съдържание на радиоактивни нуклиди 40K, 226Ra, 228Ra), радиоактивността на който може да достигне 12 000 пикокюри на килограм и повече (450 Bq)/kg и повече) .

## Хомеостатичноизражение
Разбира се, изяденият банан не повишава нивото на радиация в организма, тъй като излишният калий, получен от банана, води до изхвърляне от организма на еквивалентно количество изотоп в процеса на метаболизма. 
Общото съдържание на калий в организма на човека се оценява на 2,5 грама на килограм телесна маса  или 175 g в организма на човек с маса 70 kg. Такива количества калий имат активност от порядъка на 4 – 5 хиляди бекерела (и още около 3 хиляди бекерела от изотопа въглерод-14) .